# Fort Thomas (Arizona)
Fort Thomas es un lugar designado por el censo ubicado en el condado de Graham en el estado estadounidense de Arizona. En el Censo de 2010 tenía una población de 374 habitantes y una densidad poblacional de 16,65 personas por km².

## Geografía
Fort Thomas se encuentra ubicado en las coordenadas 33°1′49″N 109°57′41″O / 33.03028, -109.96139. Según la Oficina del Censo de los Estados Unidos, Fort Thomas tiene una superficie total de 22.46 km², de la cual 22.46 km² corresponden a tierra firme y (0.02%) 0.01 km² es agua.

## Demografía
Según el censo de 2010, había 374 personas residiendo en Fort Thomas. La densidad de población era de 16,65 hab./km². De los 374 habitantes, Fort Thomas estaba compuesto por el 87.17% blancos, el 0% eran afroamericanos, el 5.35% eran amerindios, el 0.27% eran asiáticos, el 0.27% eran isleños del Pacífico, el 2.94% eran de otras razas y el 4.01% pertenecían a dos o más razas. Del total de la población el 9.89% eran hispanos o latinos de cualquier raza.